# Torsten Vingqvist
Torsten Daniel Vingqvist (ur. 22 czerwca 1874 w Szwecji, zm. 2 lutego 1916 w Warszawie) – szwedzki inżynier.

## Życiorys
Torsten Daniel Vinquist urodził się 22 czerwca 1874 w Szwecji. Ukończył naukę w szkole średniej oraz w Instytucie Inżynierów w Sztokholmie. Uzyskał tytuł inżyniera. Podjął pracę na stanowisku kierownika technicznego w wydziale Powszechnego Towarzystwa Telefonów w Sztokholmie. W 1900 został mianowany kierownikiem budowy warszawskiej sieci telefonicznej w ramach Towarzystwa Akcyjnego Telefonów „Cedergren” i w tym roku przybył na ziemie polskie. Jednocześnie od kwietnia 1905 sprawował stanowisko dyrektora naczelnego TAT „Cedergren” w Warszawie. Do końca życia formalnie pełnił dwie funkcje dyrektorskie: eksploatacji i budowy. Pod jego kierownictwem warszawska stacja telefoniczna znacząca się rozwinęła. Przez swoją pracę był ogólnie ceniony oraz darzony sympatią. Należał do Stowarzyszenia Techników w Warszawie. 
W listopadzie 1910 został mianowany konsulem szwedzkim w Warszawie, a w styczniu 1911 ogłoszono, że na mocy decyzji generał-gubernatora zezwolono mu pełnić obowiązki szwedzkiego nieetatowego konsula w Warszawie do czasu zatwierdzenia go na tym stanowisku przez Senat Rządzący. Stanowisko konsula piastował do końca życia.
Został odznaczony Krzyżem Kawalerskim Order Wazów. Władał językiem polskim i interesował się polskimi sprawami. Ożenił się z Polką i miał córki. Mieszkał przy ul. Smolnej 36, a później, do końca życia, w siedzibie przedsiębiorstwa przy ul. Zielnej 37.
Zmarł nagle 2 lutego 1916 w swoim biurze w Warszawie w wieku 41 lat (według różnych wersji na anewryzm serca, wskutek apopleksji lub paraliżu). Po uroczystym pogrzebie pod przewodnictwem pastora Mieczysława Rügera został pochowany na cmentarzu ewangelicko-augsburskim w Warszawie tymczasowo w katakumbach kaplicy grobowej Halpertów 5 lutego 1916.